# Bruno Antonelli
Bruno Antonelli (Castel Goffredo, 1925 – Castel Goffredo, 24 aprile 1945) è stato un militare e partigiano italiano.

## Biografia
Militare nell'80º Reggimento Fanteria, venne destinato ad affrontare la Spedizione in Russia. Nel luglio 1941 riuscì a fuggire dal treno che lo stava portando a destinazione nei pressi del passo del Brennero. Riuscì a tornare a Castel Goffredo, nascondendosi in varie cascine.
Il 24 aprile 1945, alla testa di una pattuglia di partigiani, mentre si stava dirigendo con in mano una bomba a mano verso un gruppo di soldati tedeschi in ritirata, venne colpito da un colpo di fucile nemico nei pressi di Palazzo Riva, alla periferia sud di Castel Goffredo: morì durante il trasporto in ospedale.
Una lapide posta nella piazza Martiri della Liberazione a Castel Goffredo ne ricorda il martirio.